# António Mendes Bello
António Mendes Bello, GCNSC (Gouveia, São Pedro, 18 de Junho de 1842 – Lisboa, 5 de Agosto de 1929) foi o décimo-terceiro Patriarca de Lisboa com o nome de D. António I. Desde meados do século XX que o seu corpo se encontra no Panteão dos Patriarcas de Lisboa.

## Biografia
Era filho de Miguel Mendes Bello (Gouveia, São Pedro, 28 de Dezembro de 1813 – ?) e de sua mulher Rosalina dos Santos de Almeida Mota (Gouveia, Melo, 5 de Janeiro de 1805 – ?), ambos proprietários. Era o mais velho de 3 irmãos: Maria (?-1842), Maria do Carmo (1845-1888) e Joaquim (1847-1898).
Foi Bacharel em Direito pela Universidade de Coimbra, onde se graduou a 31 de Maio de 1870.
Foi ordenado diácono em 17 de Dezembro de 1864 e, em 10 de Junho de 1865, foi ordenado padre.
Foi sucessivamente governador dos bispados de Pinhel (1874) e de Aveiro (1881), arcebispo-titular de Mitilene (1883).

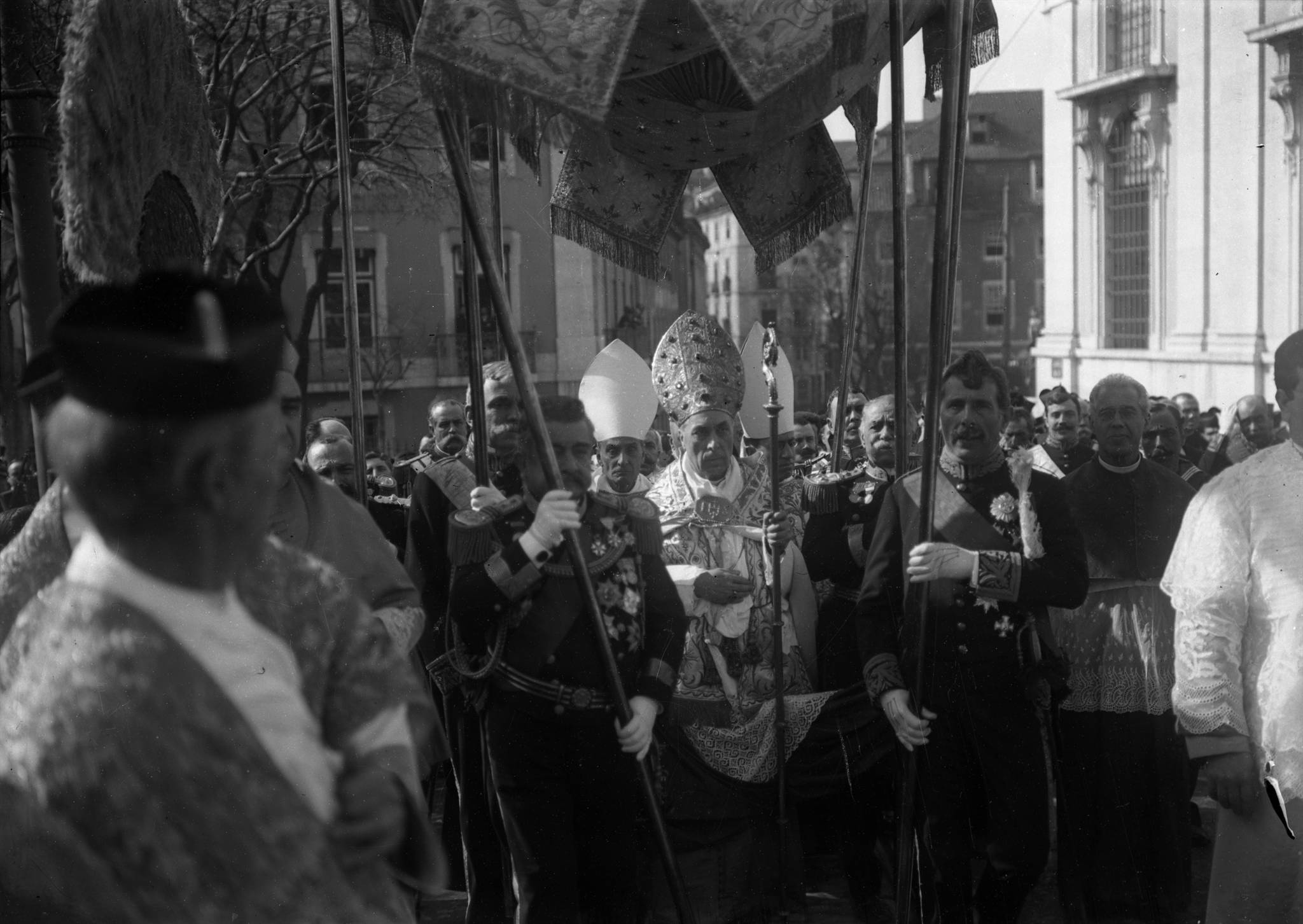
O cortejo da investidura de D. António Mendes Bello como Patriarca de Lisboa, em 1908

Foi consagrado em 27 de Abril de 1884, pelo cardeal José Sebastião Neto, patriarca de Lisboa, auxiliado por José Ferrão da Silva, bispo de Portalegre, e por António Tomás da Silva Leitão e Castro, bispo de Angola. Transferido para a Sé de Faro, com o título de Arcebispo ad personam em 13 de Novembro de 1884. Em 19 de Dezembro de 1907, é elevado a dignidade de Patriarca de Lisboa.
Foi designado cardeal in pectore no Consistório convocado por Pio X em 27 de Novembro de 1911: as convulsões políticas em Portugal impediram-no de receber o chapéu cardinalício; só em 1914, depois de participar no Conclave que elegeu Bento XV, recebeu deste sumo-pontífice o chapéu vermelho, com o título de Santos Marcelino e Pedro.
Foi o 568.º Grã-Cruz da Real Ordem Militar de Nossa Senhora da Conceição de Vila Viçosa em 1897.

## Conclaves
- Conclave de 1914 – participou da eleição do Papa Bento XV
- Conclave de 1922 – participou da eleição do Papa Pio XI